# Nowosiłka (hromada Wesełynowe)
Nowosiłka (ukr. Новосілка) – wieś na Ukrainie, w obwodzie mikołajowskim, w rejonie wozniesieńskim, w hromadzie Wesełynowe. W 2001 liczyła 163 mieszkańców, spośród których 140 wskazało jako ojczysty język ukraiński, 11 rosyjski, 11 mołdawski, a 1 niemiecki.